# Kilkeel
Kilkeel (do irlandês: Cill Chaoil, significando "igreja estreita") é uma pequena cidade, paróquia civil e townland no Condado de Down, na Irlanda do Norte. Encontra-se na histórica baronia de Mourne. A cidade possui o principal porto de pesca do litoral, e abriga uma das maiores frotas de pesca da Irlanda. Possui uma população de 6,887 de habitantes, de acordo com o Censo de 2011. A cidade contém as ruínas de uma igreja e uma fortaleza do século 14, ruas sinuosas e lojas com terraços. Está localizada no coração das Montanhas de Mourne.

## Geografia
A cidade de Kilkeel fica em uma planície ao sul das Montanhas de Mourne, a oeste de onde o Rio Kilkeel desagua para o sul do Canal do Norte. A cidade é centrada no townland de Magheramurphy (Etimologia ga: Machaire Mhurchaidh, significando "Planície de Murphy"), e estende-se para as  townlands vizinhas de:
- Derryoge (Etimologia ga: Doire Ríóg, significando "madeira de carvalho")
- Drumcro (Etimologia ga: Druim Cró,  significando "serra da curva/recinto")
- Dunnaman
- Kilkeel {{Etimologia ga: Cill Chaoil, significando "igreja estreita")

Ao todo, são 69 townlands na paróquia civil e baronia.

## História
Kilkeel leva o nome da antiga igreja, com vista para a cidade, sendo a versão ocidentalizada do Gaélico "Cill Chaoil", que significa "Igreja Estreita" ou "Igreja do/no Lugar Estreito." O nome pode estar relacionado com a localização da igreja em um local estreito acima da cidade.
A igreja foi construída em 1388 em homenagem ao "St. Colman Del Mourne". Ela foi pensada para ser a principal igreja em um grupo que incluía o Kilmegan e Kilcoo apesar do fato de que Kilkeel era pouco povoada na Idade Média. Há referências a Kilkeel como um assentamento Cristão até o século 11. Kilkeel foi a capital do antigo Reino de Mourne.
O cemitério anexo à igreja foi usado para enterros até 1916. Os últimos enterros no cemitério foram as vítimas de uma colisão entre dois navios o Retriever e o SS Connemara no Lago Carlingford.
Em 30 de maio de 1918, uma frota de barcos de pesca de Kilkeel foi afundada pelo submarino alemão UB-64, sob o comando de Otto von Schrader. Os barcos afundados, há 12 milhas da costa do Condado de Down, incluíam o Jane Gordon, Cyprus, Never Can Tell, St Mary, Sparkling Wave, Lloyds, Marianne Macrum e o barco a motor de Honey Bee. Apenas dois barcos, Moss Rose e Mary Joseph, não foram afundados e as suas tripulações voltaram para o porto nesses barcos. O Mary Joseph (N55) está agora no Museu do Transporte de Ulster Folk.
Um grupo de historiadores locais, criado na década de 1980 e que abrange tanto a cidade de Kilkeel como a região de Mourne, tem produzido um conjunto de sete periódicos chamado The 12 Miles of Mourne. Um livro sobre Hanna's Close, um pequeno povoado de casas no townland de Aughnahoory há dois quilometros de Kilkeel, contra a história da região até o ano de 1798, foi auto-publicado em 2008.

## Economia
- A pesca é a grande indústria da cidade, com o porto de Kilkeel abrigando a maior frota de pesca da Irlanda do Norte.
- Há fábricas de processamento de peixe ao redor do porto, pesca esportiva ao longo do cais e criação de lagostas ao longo da costa.
- Cervejaria Whitewater (aberta em 1996) fabrica e vende a Belfast Ale.
- Nos últimos anos, BE Aerospacial tornou-se a maior empregadora na área. A sua fábrica em Kilkeel, que produz assentos de aeronave, para diversos clientes no mundo, emprega mais de 800 pessoas.[8]

## Personalidades
Com o casamento do Príncipe Harry com Meghan Markle, no dia 19 de maio de 2018, foi associado a cidade o título de Barão Kilkeel.
- A cidade também é conhecida como o local onde William Hare morreu.

- Robert Hill Hanna (1887-1967), nascido perto de Hanna's Close, era um imigrante canadense condecorado com a Cruz Vitória. Ele era Sargento-mor da 29º Frota, na Força Expedicionária Canadense durante a I Guerra Mundial quando, em 21 de agosto de 1917, liderou uma corajosa ação na França.
- Gerald O'donovan, romancista
- Robert Nugent, General de Brigada, comandante da Brigada Irlandesa do Exército da União na Guerra Civil dos Estados Unidos.
- O príncipe Harry e Meghan Markle são o Barão a Baronesa Kilkeel.

## Censo de 2011
Kilkeel é classificado como uma pequena cidade pela Agência de Estatística e Pesquisa da Irlanda do Norte (com população entre 4.500 e 14 mil pessoas). No dia do Censo (29 de abril de 2011), haviam 6,887 habitantes em Kilkeel. Destes:
- 26.2% eram menores de 16 anos e 18,2% estavam na faixa etária de 60 anos ou mais;
- 48,4% da população eram homens e 51,6% eram mulheres;
- 3.5% das pessoas na faixa etária de 16-74 anos estavam desempregadas.
- 41% eram católicos e 54% eram de um protestantes.

## Religião
A cidade de Kilkeel tem uma forte herança unioista. Em 2001, enquanto a região de Kilkeel Central possuía 69% de protestantes (21% de católicos, 10% outras), a região de Kilkeel do Sul possuía apenas 37% de protestante (55% de católicos, 7% outras).
Kilkeel agora está dentro da área administrativa de Newry e Mourne, que é registrada no censo de 2001 possuindo 80,6% de católicos.

## Educação
- Gaelscoil na mBeann é uma escola primária bilíngue que usa a língua Irlandesa como seu principal meio de instrução, enquanto o inglês é introduzido no Primário 3.[9] A escola utiliza a base curricular da Irlanda do. Ela foi fundada em 2010 por um grupo de pessoas e pais locais que queriam que seus filhos tivessem uma educação gaélica. A escola ganhou reconhecimento e financiamento do Departamento de Educação em 2012.
- Naíscoil na mBeann é um Irlandês-médio pré-escolar, que leva crianças a partir dos 3 anos, para prepará-los para o ingresso na escola primária. Foi fundada em 2008 e que conduzem à criação de Gaelscoil na mBeann, o Irlandês médio-escola primária em Kilkeel.
- Brackenagh West Primary School
- Grange Primary School
- Holy Cross Primary School
- Kilkeel High School
- Kilkeel Primary School
- Mourne Independent Christian School
- St Colman's Primary School
- St. Columban's College
- St. Louis Grammar School
- Mourne Grange Village School

## Esporte
Os esportes mais populares na área de Kilkeel incluem futebol gaélico, futebol, pesca, golfe, hóquei, hurling e natação.
Há cinco clubes da região na Associação Atlética Gaélica, incluindo An Ríocht, Longstone, Atticall, Ballymartin e Glasdrumman. Cada clube possui excelentes instalações, incluindo campos de jogos, pavilhões desportivos, salas de ginástica e bar para atender a uma ampla gama de atividades da comunidade acima e além da atividades esportivas da AAG. Estes incluem Clube de Jovens, Clube de Senhores (Pensionistas), clubes de caminhadas, Yoga, basquete (a quadra do Kilkeel Elks fica no Kilkeel Elks) e muito mais. Todas as cinco equipes tem uma forte participação no calendário temporada da AAG, através de várias ligas e com equipes em cada grupo de idade a partir U6 até os níveis mais altos.
O Clube de Hóquei de Kilkeel joga no McAuley Park, possuindo três equipes masculinas e duas equipes femininas. Kilkeel é o único clube de hóquei em Mourne, trazendo jogadores de toda a área, com a maioria dos seus jogadores sendo do vilarejo de Annalong.
O time de futebol mais antigo é o Valley Rangers F.C. da Mid-Ulster Football League. Outras equipes locais incluem Ballyvea, Kilkeel, Kilkeel Athletic e o Mourne Rovers. Com a exceção do Kilkeel Athletic, os clubes locais de futebol jogam na SK Holmes Newcastle League.
Existem dois campos de golfe locais, o Campo de Golfe de Kilkeel e o Cranfield Pitch and Putt.